# Fort Erie
Fort Erie är en stad i Ontario i Kanada. Invånarna uppgick 2011 till 29 960 i antalet.

### Fotnoter
1. ↑  2011 års folkräkning